# Carl Clemens Bücker
Carl Clemens Bücker (Ehrenbreitstein, 11 febbraio 1895 – Mölln, 3 marzo 1976) è stato un aviatore, progettista e imprenditore tedesco.
Ufficiale pilota della Kaiserliche Marine durante la prima guerra mondiale, fondò negli anni trenta la Bücker Flugzeugbau GmbH, azienda aeronautica nella quale si occupò anche della progettazione di modelli di aeroplano, tra i quali i più noti sono gli addestratori biposto Bücker Bü 131 Jungmann  del 1934 e il Bü 133 Jungmeister  del 1936, che costituirono tra i più importanti modelli impiegati nelle scuole di volo militari e civili del periodo nazista, molti dei quali ancora in condizioni di volo.